# Wereldkampioenschappen badminton junioren 1992
De 1e editie van de Wereldkampioenschappen badminton junioren werden in 1992 georganiseerd door de Jakarta stad Indonesië.

## Finale uitslagen
| Onderdeel      | Winnaar                  | Verliezer                    | Uitslag                   |
| -------------- | ------------------------ | ---------------------------- | ------------------------- |
| Jongens enkel  | Sun Jun                  | George Rimcardi              | 15 - 9, 15 - 11           |
| Meisjes enkel  | Kristin Yunita           | Yao Yan                      | 12 - 11, 11 - 1           |
| Jongens dubbel | Amon Sunaryo Kusno       | Namrih Suroto Sigit Budiarto | 15 - 11, 12 - 15, 15 - 12 |
| Dames dubbel   | Gu Jun Han Jingna        | Tang Yongshu Yuan Yali       | 15 - 9, 15 - 5            |
| Gemengd dubbel | Jim Laugesen Rikke Olsen | Kim Dong-moon Kim Shin-young | 15 - 11, 18 - 17          |